# 10717 Dickwalker
10717 Dickwalker eller 1983 XC är en asteroid i huvudbältet som upptäcktes den 1 december 1983 av den amerikanske astronomen Edward L.G. Bowell vid Anderson Mesa Station. Den är uppkallad efter den amerikanske astronomen Richard Walker.
Asteroiden har en diameter på ungefär tre kilometer.